# Christian Friedrich Schröder
Christian Friedrich Schröder (né le 29 avril 1722 à Bielefeld ; mort en 1789) est un architecte finlandais-allemand et architecte de la ville de Turku en Finlande,.

## Biographie
En 1755, Schröder s'installe à Turku et y conçoit différents bâtiments.
En 1759, il termine la reconstruction de la tour de la cathédrale de Turku.
Après l'incendie de Turku de 1775, Schröder conçoit le plan de la ville et des bâtiments.
Il conçoit aussi de nombreux manoirs en Finlande, comme le manoir de Lempisaari à Askainen, le manoir de Teijo à Perniö et le manoir de Viksberg à Paimio.
Stylistiquement, il est proche de Carl Hårleman et de Carl Wijnbladh.
Schröder est un adepte du Rococo, dont le manoir de Viksberg est l'un des représentants les plus remarquables, et de l'architecture néo-classique française.

## Ouvrages
- Manoir de Ala-Lemu (fi)
- Manoir de Bagarla
- Manoir de Fagervik (fi)
- Manoir de Haaroinen
- Église de Kakskerta
- Manoir de Lapila (fi)
- Manoir de Lempisaari
- Manoir de Nuhjala
- Manoir de Paddainen
- Ancienne mairie de Rauma
- Manoir de Saari (fi)
- Manoir de Selke (fi)
- Manoir de Teijo (fi)
- Manoir de Viksberg (fi)[5]

## Galerie

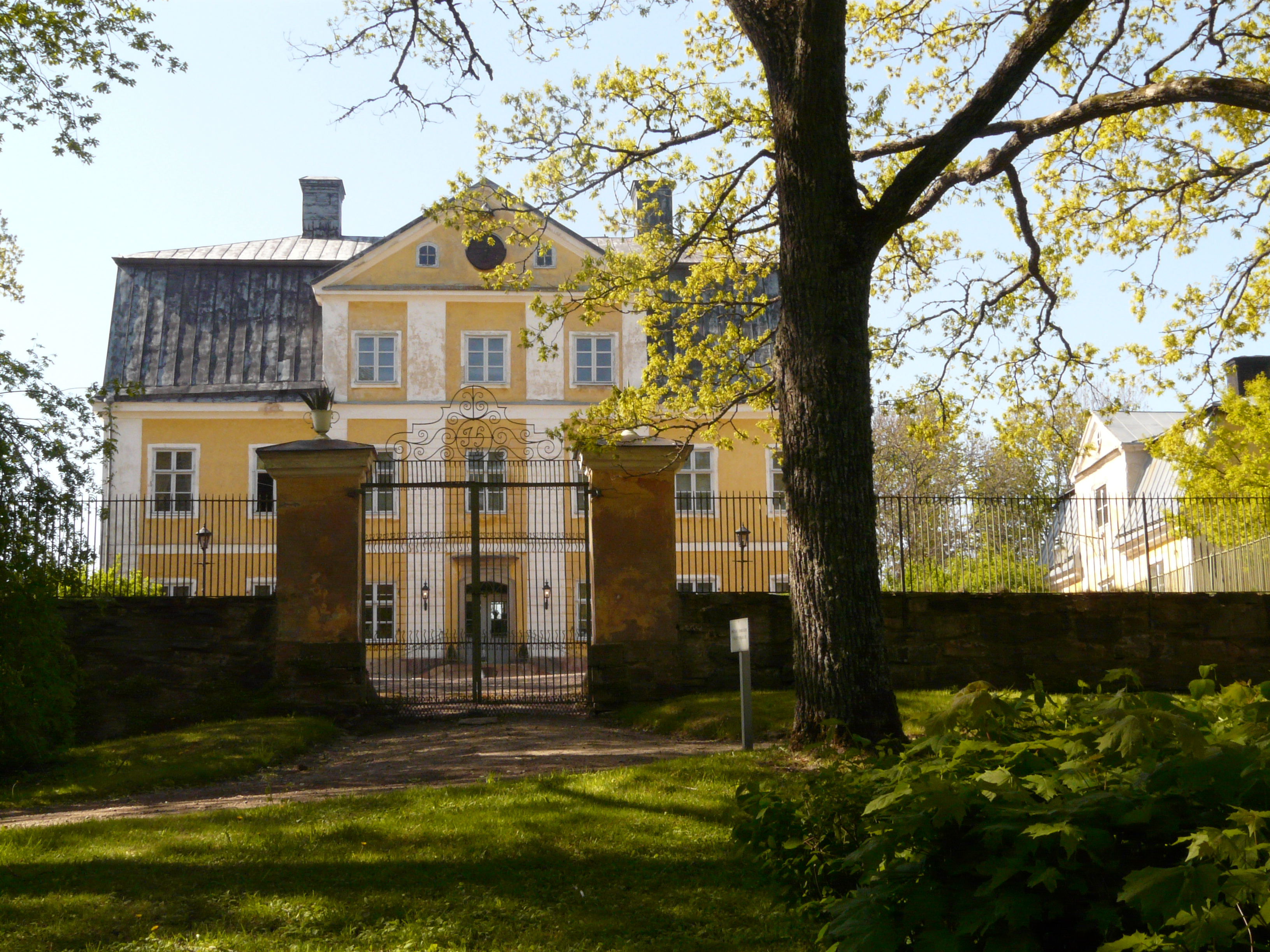
Manoir de Fagervik (fi)
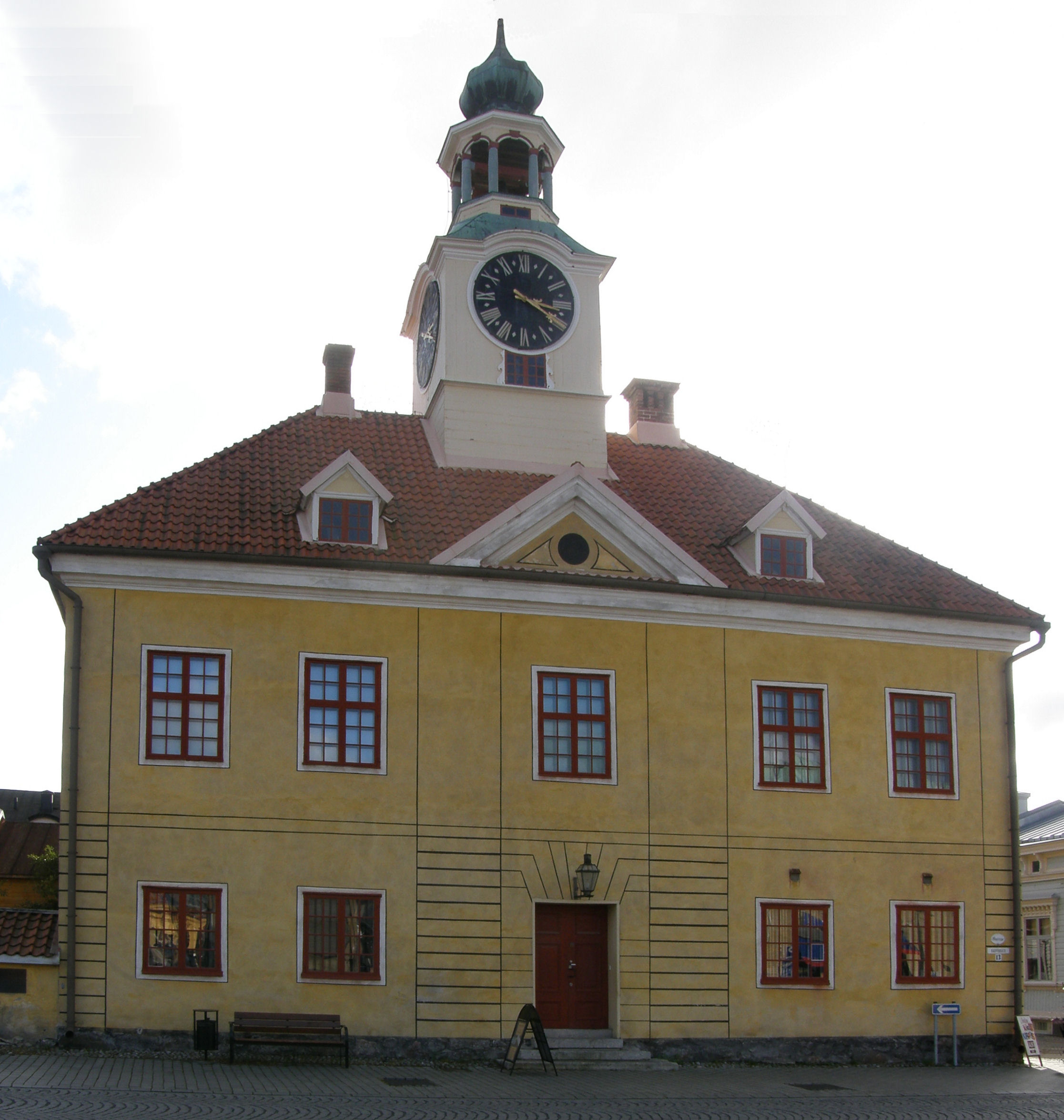
Ancienne mairie de Rauma
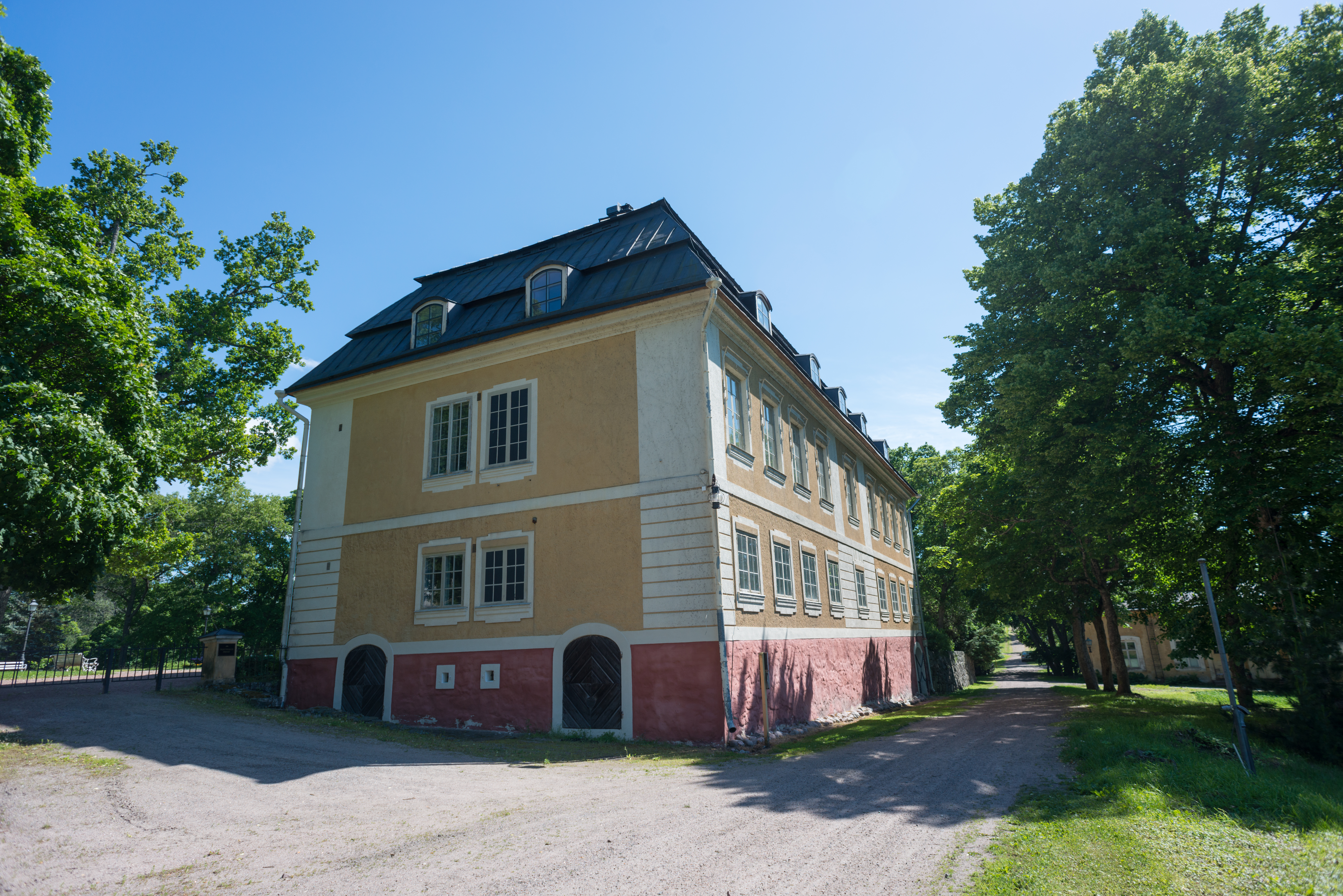
Manoir de Teijo (fi)
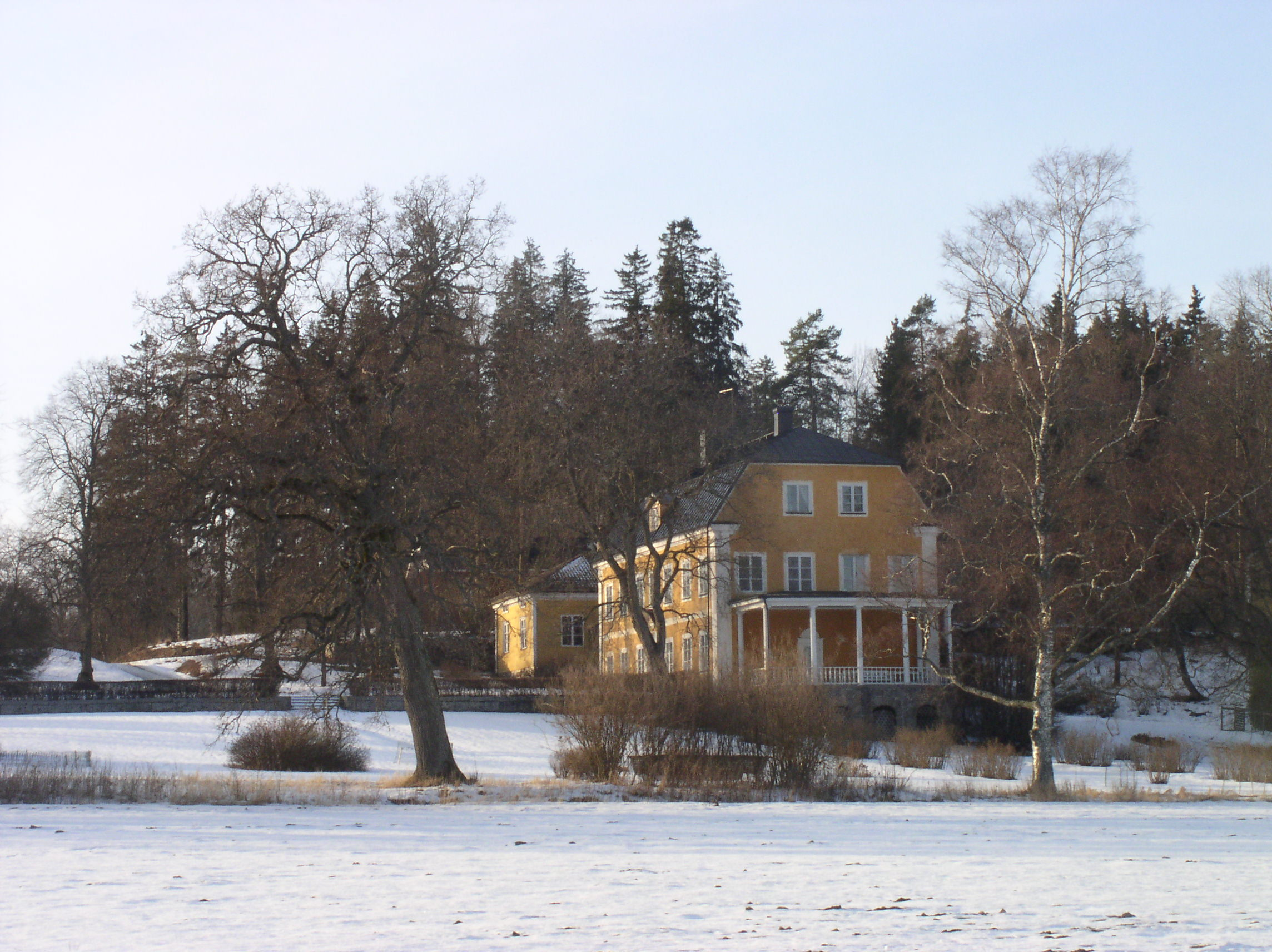
Manoir de Viksberg (fi)